# Pterostichus lacertus
Pterostichus lacertus är en skalbaggsart som beskrevs av Thomas Casey. Pterostichus lacertus ingår i släktet Pterostichus och familjen jordlöpare. Inga underarter finns listade i Catalogue of Life.